# بات كرو
بات كرو (بالإنجليزية: Pat Crow)‏ مواليد 11 أبريل 1966 في لونغ بيتش، هو لاعب كرة مضرب أمريكي سابق بدأ مسيرته كمحترف سنة 1991 وكان يلعب باليد اليسرى. أعلى تصنيف له في الفردي كان المركز الـ 255 في سنة 1991. أعلى تصنيف له في الزوجي كان المركز الـ 422 في سنة 1991.